# من گرسنه‌ام، من تشنه
من گرسنه‌ام، من تشنه عنوان کتابی از گودرون پازوانگ نویسنده آلمانی و با ترجمه کمال بهروزکیا منتشر شده است. این کتاب برنده جوایزی مانند «جایزه دوستداران کتاب ZDF» و «جایزه کتاب کودک و نوجوان سوییس» شده است.

## خلاصه رمان
«من گرسنه‌ام، من تشنه» ماجرای زنی به نام «سوتو» را بیان می‌کند که با فرزندان خود در روستای آل‌پانتانو و بر روی تپه‌ای به نام تپه بزها زندگی می‌کنند، اما چون شهر گسترش یافته، به روستا نزدیک شده است. مرد ثروتمندی مادر سوتو را وادار به فروش مزرعه‌اش می‌کند و مادر سوتو بین ماندن در روستاها و مهاجرت به شهر سرگردان مانده است.